# Parinirvána

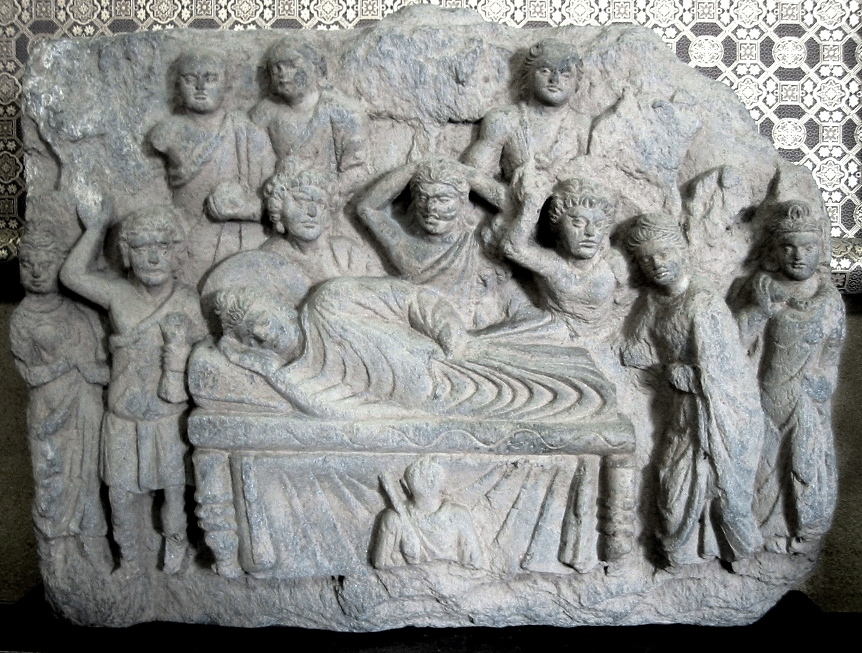
A történelmi Buddha halála, a Mahaparinirvána, Gandhára 2-3. századi dombormű.

A parinirvána (szanszkrit: parinirvāṇa; páli: parinibbāna; tibeti: yongs su mya ngan las 'das pa) a buddhizmusban halál pillanata után bekövetkező nirvánára utal, amely azon személyek testével történik halálukkor, akik még életük során elérték a nirvánát. Ez magával vonja a szamszára, a karma, az újjászületés és a szkandhák megszűnését. Egyes források úgy is nevezik, hogy a tökéletes kialvás.
Néhány mahájána írásban – elsősorban a Mahájána Maháparinirvána-szútrában – a parinirvánát úgy írják le, mint a Buddha örök igaz lelkének birodalma.
A parinirvávánában a tudat teljesen megtisztul minden szennyeződéstől, ahogy áthalad különböző meditációs fokozatokon és állapotokon.
A nirvánának négy fokozatát különböztetik meg a buddhizmusban (szopadhisesa-nirvána, nirupadhisesa-nirvána, brahma-nirvána, parinirvána). A parinirvána a sorban az utolsó.

## Nirvána a halál után
A buddhista nézet szerint, amikor egy közönséges ember meghal és a fizikai teste lebomlik, akkor a személy aktív karmája továbbszáll egy új születésbe - ezáltal a karmikus öröklődés újjászületik a szamszára létforgatagának valamelyik birodalmába. Azonban, amikor valaki eléri a nirvánát, akkor megszabadul a karmikus újjászületések terhétől. Amikor egy ilyen személy meghal, a fizikai teste lebomlik és már nem születik többé újra.
Rupert Gethin magyarázata:
Végül „a maradék élet” lassan kimerül - mint minden lényé - és a személynek meg kell halnia. De másoktól eltérően, akik nem tapasztalták még meg a nirvánát, ez a személy nem fog újjászületni egy új életbe, a fizikai és mentális összetétel nem áll össze egy új létezéssé, nem lesz belőle új lény vagy személy. Az újjászületés helyett [...] a személyeket alkotó öt fizikai aggregátum és a mentális jelenségek nem lépnek fel többé.

## Sákjamuni Buddha parinirvánája

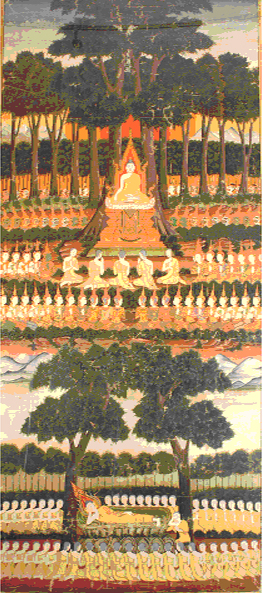
A szövetpanel alsó része Buddha parinirvánáját ábrázolja. Walters művészeti múzeum.

A Buddha parinirvánáját körülvevő állítólagos eseményeket több buddhista kanonikus irodalom is taglalja. A páli Maháparinibbána-szutta (DN 16) és szanszkrit megfelelői mellett, a Szamjutta-nikája (SN 6.15) is foglalkozik az esettel. Ezen kívül ezzel kapcsolatos leírásokat tartalmaz még a szanszkrit nyelvű Ekottara-ágama (T125 p750c), több kínai nyelven megőrzött korai szútra és a vinaják többsége a korai buddhista iskolákból, úgy mint a Szarvásztiváda és a Mahászánghika. A történelmi eseményt több későbbi mű is leírja, mint például a szanszkrit Buddhacsarita és az Avadána-sataka és a páli Mahávamsa.

### A páli Maháparinibbána-szutta szövegében
Buddha parinirvánáját részletesen leírja a Maháparinibbána-szutta. Korábban azt gondolták, hogy ez az írás Buddha halála után több száz évvel készült. Aprólékos részletessége miatt később mégis a legfőbb hivatkozássá vált a legtöbb mérvadó, Buddha életével kapcsolatos tanulmány számára.

### Mahájána Maháparinirvána-szútrában
A hasonló nevű mahájána Maháparinirvána-szútra az előző művekhez képest később született és nem életrajzi eseményként írja le Buddha parinirvánáját.  Ez a szútra nem helyezi életrajzi környezetbe az eseményt, csak Buddha betegségét említi és Csunda ételadományát. Az előtte és utána való történtekre nem tesz említést. Az eset fontosságát egyes mahájána tanok adják, mint a tathagata-garbha / buddha-dhatu, a Buddha örökkévalósága vagy az iccsantika.